# Macrobiotus pallarii
Macrobiotus pallarii är en djurart som tillhör fylumet trögkrypare, och som beskrevs av Walter Maucci 1954. Macrobiotus pallarii ingår i släktet Macrobiotus och familjen Macrobiotidae. Inga underarter finns listade i Catalogue of Life.